# Johann Jakob Bachofen

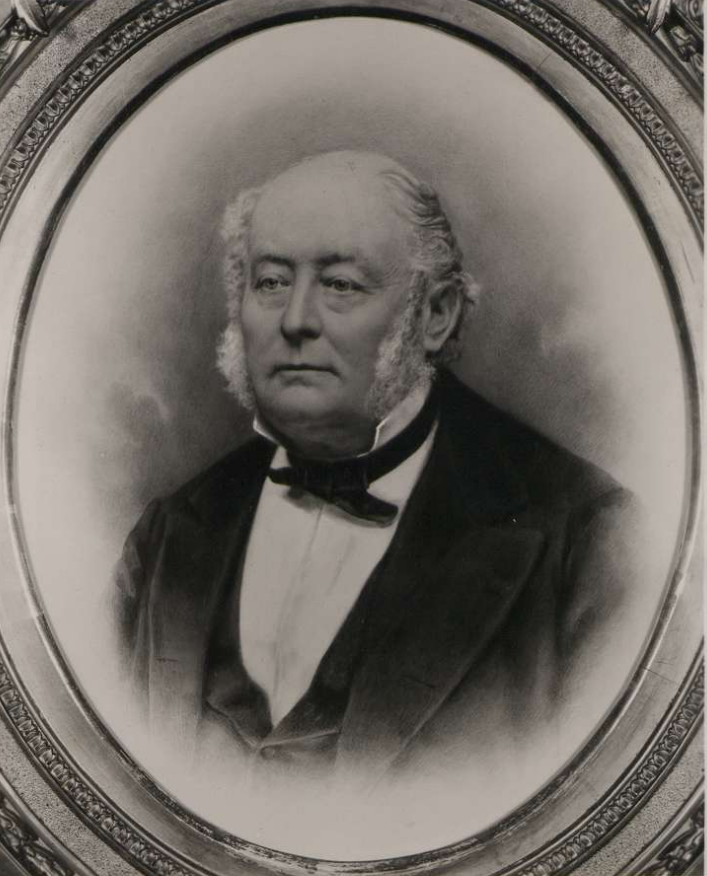
Johann Jakob Bachofen

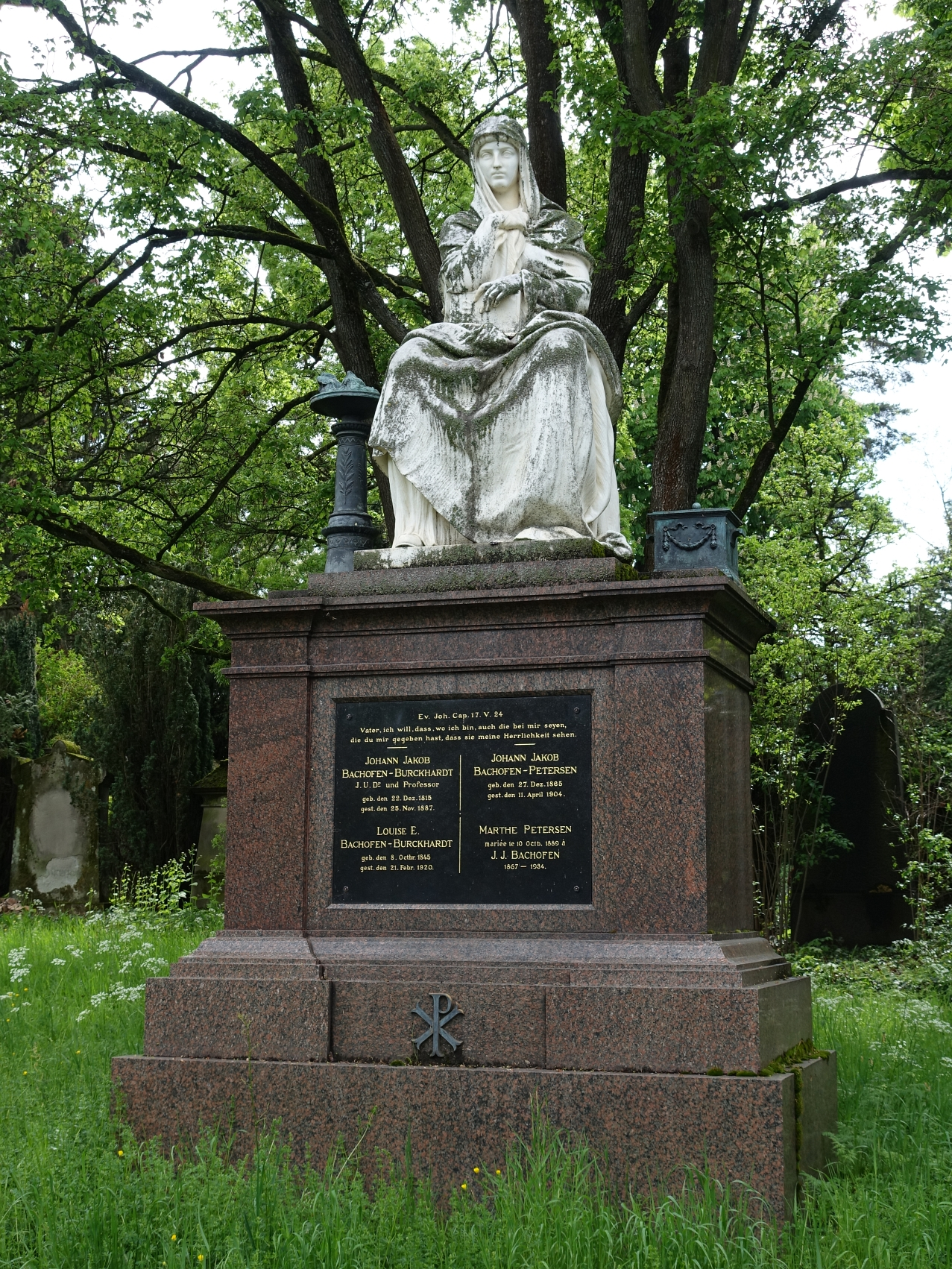
Bachofens Familiengrab auf dem Wolfgottesacker in Basel, Skulptur von Richard Kissling

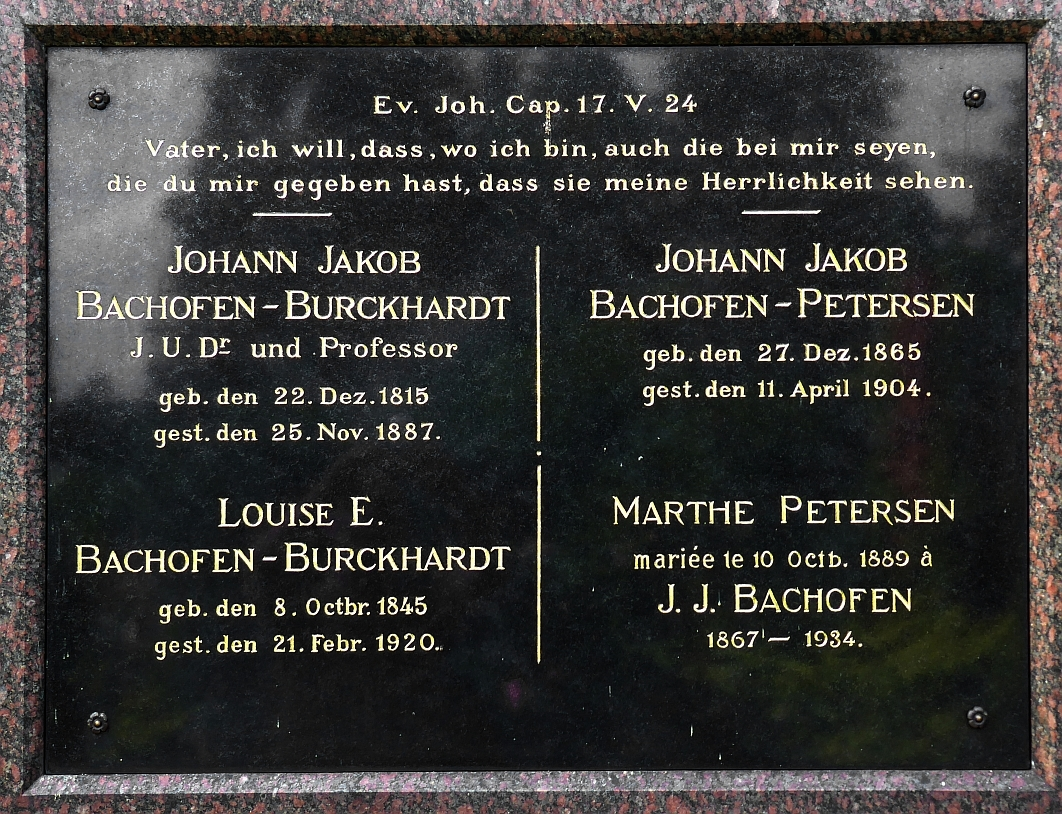
Schrifttafel am Bachofen-Familiengrab auf dem Friedhof Wolfgottesacker in Basel

Johann Jakob Bachofen (* 22. Dezember 1815 in Basel; † 25. November 1887 ebenda) war ein Schweizer Rechtshistoriker, Altertumsforscher und Anthropologe, dessen Werk Das Mutterrecht als Ursprung moderner Theorien zum Matriarchat gilt. Er vertrat eine evolutionistisch orientierte Anthropologie.

## Biografischer Abriss
Johann Jakob Bachofen entstammte einer wohlhabenden Basler Familie, deren Reichtum auf verlagsmäßig organisierter Seidenbandweberei basierte. Der Vater Johann Jacob Bachofen-Merian (1788–1876) war Bandfabrikant, die Mutter Valerie Merian (1796–1856) stammte ebenfalls aus einer vermögenden Familie. 1825 ließ der Vater das östliche der beiden klassizistischen Palais erbauen, die heute das Antikenmuseum Basel beherbergen. Bis zu seiner vergleichsweise späten Heirat mit Louise Elisabeth Bachofen-Burckhardt (1845–1920) im Jahr 1865 lebte Bachofen im elterlichen herrschaftlichen «Domstift» an der Augustinergasse 4. 1870 kaufte Bachofen das Haus «Zur St. Johanns-Capelle» auf dem Münsterplatz Martin Burckhardt-His ab. Dieser ließ es 1839/1841 von Christoph Riggenbach erbauen. Bachofen verstarb 1887 in diesem Haus und wurde auf dem Friedhof Wolfgottesacker beerdigt.
Bachofen fiel schon als Schüler und Student als ausgesprochen begabt auf und zeigte früh ein starkes Interesse an alten Kulturen. Er studierte ab 1834 Altertumswissenschaften an der Universität Basel und ging 1835 an die Berliner Universität. Dort hörte er bei August Boeckh, Karl Ferdinand Ranke und dem Rechtshistoriker Friedrich Carl von Savigny, den Protagonisten der idealistischen Geschichtswissenschaft, was Bachofen stark ansprach. Zudem hörte er bei Karl Lachmann und wurde stark von Carl Ritter geprägt, der ihm die Bedeutung des Verständnisses der räumlichen Gegebenheiten der alten Kulturen nahe brachte. Die Ausrichtung auf die Rechtsgeschichte war dem Einfluss Savignys zu verdanken. Sie wurde zunächst zum Mittelpunkt Bachofens Interesses. Für das Wintersemester 1837/1838 ging er an die Universität Göttingen, wo er den Juristen Gustav Hugo und vor allem den Altphilologen und Archäologen Karl Otfried Müller kennenlernte. In Basel wurde er 1839 mit der Arbeit De Romanorum iudiciis civilibus über römische Zivilgerichte promoviert. Er erhielt in den Jahren 1839/1840 eine praktische Ausbildung in Paris, London und studierte an der University of Cambridge.
Nach der Rückkehr besetzte Bachofen 1841 an der Universität Basel erst 25-jährig den Lehrstuhl für Römisches Recht, verzichtete aber fast umgehend auf die Position und das Gehalt. Er lehrte noch bis 1842 als Privatdozent und beendete dann seine Lehrtätigkeit völlig. 1844 wurde er ins Appellationsgericht in Basel gewählt und trat die Stelle 1845 an. Zudem wurde er Mitglied des Grossen Rates von Basel; dieses Amt gab er aber wie seine Lehrtätigkeit nach kurzer Zeit aus religiösen Gründen wieder auf. Seine konservative Sicht auf die Geschichte und seine selbst empfundene religiöse Verantwortung beeinflusste Bachofens Leben so nachhaltig, dass er sich dem Zeitgeist nicht anpassen wollte. Einzig das Richteramt behielt er die folgenden 25 Jahre.
Bachofen, ein disziplinierter Arbeiter, der täglich um vier Uhr morgens mit der Arbeit begann, war häufig auf Reisen. In Mitteleuropa hat er nach Auskunft seiner Biografen alle Museen besucht. Seit 1842 war er immer wieder in Italien, 1851 fast ein ganzes Jahr in Griechenland, worüber er seine Griechische Reise verfasste, sowie in Rom, Unteritalien und Etrurien. 1861 bereiste er Spanien. Eng verbunden war er mit der Stadt Rom und dem dort angesiedelten Instituto di corrispondenza archeologica. Freundschaftliche Beziehungen pflegte er hier insbesondere zu August Kestner, Wilhelm Henzen, Emil Braun und Ludwig Ross. Auf Betreiben Otto Jahns wurde Bachofen 1857 ordentliches Mitglied des heutigen Deutschen Archäologischen Instituts. Rom kannte er so gut, dass er als einer der kenntnis- und geistreichsten Ciceroni (Stadtführer) der Stadt galt.
1884 ließ Bachofen von sich von Richard Kissling, einem Schüler des Basler Bildhauers Ferdinand Schlöth, eine Marmorbüste anfertigen (heute im Kunstmuseum Basel). Er besaß auch eine kleine Kunstsammlung, die seine Frau Louise Elisabeth, eine passionierte Kunstsammlerin und Kunstmäzenin, nach seinem Tod stark erweiterte und 1904 in eine Stiftung überführte.

## Forschung

### Mutterrecht
In seinem 1861 erschienenen Hauptwerk Das Mutterrecht vertrat Bachofen die These, dass die moderne Gesellschaft sich in drei Stufen entwickelt habe. Danach gab es in der ursprünglichen Form der Gesellschaft, dem «Hetärismus», keinerlei Gesetze oder Heirat, sie gründete völlig in der natürlichen Produktivität der Frauen. Darauf folgte eine vom Mutterrecht bestimmte Gesellschaftsform, die Bachofen in Anlehnung an altgriechische Texte «Gynaikokratie» nannte, und die heute als Matriarchat bezeichnet wird. In dieser Gesellschaftsform war nach Bachofen die Mutter das Oberhaupt der Familie, da die Abstammung über die Mutter ermittelt wurde (Matrilinearität), demzufolge sei die Mutter als lebenspendende Göttin verehrt worden. Das Matriarchat sei dann durch die Männer entmachtet worden, die an seiner Stelle das Patriarchat etablierten. Bachofen verbindet die Produktionsweise mit der jeweiligen Sozial- und Geschlechterordnung und postuliert, dass Frauen nach dem Patriarchat der Jäger- und Sammlergesellschaft in der frühen Ackerbaugesellschaft durch die hausnahe produktive Arbeit wieder hohe Macht und Bedeutung fanden, so dass ein weiteres Matriarchat historisch möglich wurde.
Von antiken Matriarchatsvorstellungen unterscheidet sich die Bachofens vor allem in der Bewertung. Während die antiken Vorstellungen von Frauen- oder Sklavenherrschaft heute eher als Legitimation der bestehenden Ordnung durch Gegenüberstellung des Zerrbildes gesehen wurde, und die «Gynaikokratie» somit mit Gewalt und Unruhe in Verbindung gebracht wurde, gibt Bachofen der Matriarchatsidee eine andere, positive Prägung. Nachdem es anfangs auf heftige Ablehnung gestoßen war, fand das Werk später Beachtung unter anderem durch Friedrich Engels (Der Ursprung der Familie, des Privateigenthums und des Staats), Lewis Henry Morgan, August Bebel, Edward Bulwer-Lytton, Ludwig Klages, Erich Fromm sowie C.G. Jung, und beeinflusste maßgeblich den modernen spirituellen Feminismus sowie die moderne Matriarchatsforschung.
Bachofens Buch Das Mutterrecht entstand im Kontext einer Altertumswissenschaft, die sich gerade erst im modernen Sinn zu etablieren begann. Dabei lehnte Bachofen jedoch die quellenkritische Methode und empirische Herangehensweise ab, wie sie insbesondere durch Theodor Mommsen vertreten wurde, und berief sich für sein Werk auf intuitive Analysen von Mythologie sowie empathische Einfühlung. So basiert sein Werk vorwiegend auf der Interpretation griechisch-römischer Mythen als Widerschein des Kampfes zwischen den matriarchalen und patriarchalen Prinzipien. Von neuerer Bachofen-Forschung wird vor allem die Rationalitätskritik mit der damaligen Situation in Basel in Zusammenhang gebracht: Das auf dem Verlagssystem basierende Handwerk wurde von moderneren Produktionsweisen verdrängt, und Bachofen sah sich somit als Bürger wie auch als Vertreter eines untergehenden Wirtschaftszweiges als Vertreter einer vergangenen Welt gegenüber der rationellen Modernisierung.

### Altertumswissenschaften
Auch bei seinen altertumswissenschaftlichen, vorrangig religionshistorischen, archäologischen, aber auch historischen Studien folgte Bachofen wie bei seinen sozio-ethnologischen Studien zum Mutterrecht weniger der faktischen Aussage der schriftlichen Quellen als seiner intuitiven Interpretation der schriftlichen und vor allem archäologischen Hinterlassenschaft der Antike. Bachofen war Vertreter der Autonomie der Wissenschaft vom Römischen Recht innerhalb des altertumswissenschaftlichen Fächerkanons. Von der Rechtsgeschichte kam er über religionshistorische Studien zur Erforschung der Mythologie. Bachofen war von der antiken Gräberwelt fasziniert, die er in einer wortreichen Sprache beschrieb. In der 1859 erschienenen Gräbersymbolik der Alten beschrieb er nicht nur einzelne Bildwerke, sondern versuchte, auch die Grabsitten in ihrer Gänze zu erfassen. Dem folgten Einzelstudien wie der Aufsatz Über die römische Wölfin auf Grabdenkmälern des Altertums oder Die Unsterblichkeitslehre der orphischen Theologie auf den Grabdenkmälern des Altertums (1867). Er arbeitete die Bedeutung von Tod, Grab und Erde in den antiken Kulturen heraus und konnte aus den Ergebnissen auch Erkenntnisse über den Beginn des Privateigentums gewinnen. Die Einsicht, dass Erde mit Mutterschaft verbunden sei, führte zum Mutterrecht.
Auch die mit Franz Dorotheus Gerlach verfasste Geschichte der Römer (1851) versuchte die große Synthese aller Bereiche der Römischen Geschichte, die einen Schwerpunkt auf die Religionsgeschichte legte. In Einzelstudien untersuchte er Themenbereiche wie Hände und Würfel, das Volk der Lykier, zudem die Rolle von Bären in antiken Religionen wie überhaupt die Darstellung von Bären in der antiken Kunst. Einzelstudien betrieb er unter anderem zum Sarkophag Fortunati und der Lupa Romana. Zentral in Bachofens Forschungen war die Suche nach dem Gehalt der Werke. Hierzu erforschte er neben den schon genannten Themen etwa auch Canosiner Askoi und Sarkophagreliefs mit Meerwesen-, Protesilaos- und Alope-Darstellungen. Wenig konnte Bachofen deshalb dem in seinen Augen modernistischen, quellen- und textkritischen Geschichtsbild Barthold Georg Niebuhrs und Theodor Mommsens abgewinnen. Bachofens Buch Die Sage von Tanaquil. Eine Untersuchung über den Orientalismus in Griechenland und Italien (1870) wurde von Anhängern um Karl Meuli zur «Metaphysik der Alten Welt» erhoben, konnte sich jedoch gegen den stetig wachsenden Einfluss der Mommsenschen Geschichtsauffassung nicht im Sinne des Verfassers durchsetzen. Symbole nahm er Friedrich Creuzer folgend als Ausdruck von Weltanschauungen und nahm damit viel der späteren Kunsttheorie vorweg.
Bachofens aus etwa 900 Stücken bestehende Antikensammlung ist heute Teil des Antikenmuseums Basel und somit weiterhin in seinem Elternhaus befindlich. Sie bestand aus Vasen, Lampen, Bronzen sowie weiteren Gegenständen vor allem der Kleinkunst. Dabei ließ sich Bachofen unter anderem vom in Rom ansässigen Basler Bildhauer Ferdinand Schlöth beraten, den er auch damit beauftragte, eine Marmorkopie einer berühmten spätantiken Basaltbüste im Palazzo Pallavicini Rospigliosi, des sogenannten Scipio Africanus, anzufertigen (heute im Kunstmuseum Basel).

## Rezeption
Nach einer Periode der Vergessenheit entdeckte Ludwig Klages Bachofen neu, der durch ihn zu einem wichtigen Anreger wurde, der im frühen 20. Jahrhundert Rainer Maria Rilke und Thomas Mann beeinflusste, Otto Gross, die Altertumsforscherin Jane Ellen Harrison und den Dichter Robert Graves, ferner den Künstler Wolfgang Paalen und den Mythenforscher Joseph Campbell, aber auch radikal rechte Denker wie Alfred Baeumler und Julius Evola. Nationalsozialistische Vordenker wollten Bachofen als einen ihrer Vorgänger stilisieren. Ebenso reklamierten Marxisten Bachofens Erkenntnisse als urkommunistisch für sich. Für Walter Benjamin war er einer der «wissenschaftlichen Propheten» von Anthropologie und Psychologie. Auch dem Feminismus gilt er als einer der wissenschaftlichen Urväter.
Heute gilt Bachofen als einer der Begründer der Soziologie, insbesondere der Soziologie der Familie, ebenso wie der vergleichenden Rechts- sowie der vergleichenden Religionswissenschaft. Arnaldo Momigliano untersuchte Bachofens Rolle in der Religionswissenschaft des 19. Jahrhunderts. Seine ehemals ihn zum wissenschaftlichen Außenseiter machenden Forschungsinhalte sind heute teilweise zentrale Forschungsthemen der Soziologie und der Rechtsgeschichte. Neben dem deutsch- und englischsprachigen Raum ist Italien ein Zentrum der modernen Bachofenforschung.
Carel von Schaik und Kai Michel kritisieren, dass Bachofens Theorie zum Matriarchat viele biologische Faktoren ignoriert und als Begründung für eine Unterdrückung der Frau verwendet werden kann. Andere Feministinnen kritisieren die Reduktion der Frau auf die Mutterrolle in Bachofens Werk, außerdem wurde kritisiert, dass ein Matriarchat die männliche Herrschaft nur spiegelt und so das Bild eines unausweichlichen Kampfes zwischen den Geschlechtern stützt, auch viele Historiker sehen das Matriarchat als einen Mythos an. Eine oft ignorierte Rezeption Bachofens fand in der Schrift L’unité culturelle de l’Afrique noire. Domaines du Patriarcat et du Matriarcat dans l’Antiquité classique (1982) von Cheikh Anta Diop statt. Cheikh Anta Diop stellt der These Bachofens eines universalen Übergangs vom Matriarchat zum Patriarchat die These, dass das Matriarchat in afrikanischen (südlichen) Gesellschaften vorherrschend war und das Patriarchat in europäischen (nördlichen) Gesellschaften vorherrschend war, entgegen.
Es wurde zudem die wissenschaftlich nicht haltbare Methodik Bachofens kritisiert, aus Mythen direkte Rückschlüsse auf die Realität zu ziehen.

## Schriften (Auswahl)
- De Romanorum judiciis civilibus, de legis actionibus, de formulis et de condictione. Dissertation Basel. Dieterich, Göttingen 1840 (Digitalisat).
- Das Naturrecht und das geschichtliche Recht in ihren Gegensätzen. Antrittsrede. Basel 1841 (Digitalisat; Neudruck: Off. Librorum, Lauterbach 1995, ISBN 3-928406-19-1).
- Römisches Pfandrecht. Schweighauser, Basel 1847 (Digitalisat; Neudruck: Keip, Goldbach 1997, ISBN 3-8051-0688-2).
- Ausgewählte Lehren des römischen Civilrechts. Leipzig 1848 (Neudruck: Keip, Goldbach 1997, ISBN 3-8051-0689-0).
- mit Franz Dorotheus Gerlach: Die Geschichte der Römer. 2 Halbbände [unvollendet], Basel 1851.
- Versuch über die Gräbersymbolik der Alten. Basel 1859.
- Oknos der Seilflechter – Ein Grabbild. Erlösungsgedanken antiker Gräbersymbolik. Basel 1859 (Neudruck: Beck, München 1923).
- Das Mutterrecht. Eine Untersuchung über die Gynaikokratie der alten Welt nach ihrer religiösen und rechtlichen Natur. Stuttgart 1861 (Digitalisat).
  - Mutterrecht und Urreligion. Eine Auswahl. Herausgegeben von Rudolf Marx. Kröner, Stuttgart 1927.
  - Das Mutterrecht. Eine Untersuchung über die Gynaikokratie der alten Welt nach ihrer religiösen und rechtlichen Natur. Eine Auswahl. (= Suhrkamp Taschenbücher Wissenschaft Nr. 135) herausgegeben von Hans-Jürgen Heinrichs. Suhrkamp, 9. Auflage 1997, ISBN 3-518-27735-9.
  - Il matriarcato. Ricerca sulla ginecocrazia del mondo antico nei suoi aspetti religiosi e giuridici. Ital. Ausgabe mit einer Einführung von Furio Jesi, herausgegeben von Giulio Schiavoni. Verlag Einaudi, Turin 2016, ISBN 978-88-06-22937-5.
- Das Lykische Volk und seine Bedeutung für die Entwicklung des Alterthums. Herder, Freiburg im Breisgau 1862.
- Die Unsterblichkeitslehre der orphischen Theologie auf den Grabdenkmälern des Altertums. Nach Anleitung einer Vase aus Canosa im Besitz des Herrn Prosper Biardot in Paris. Basel 1867.
- Die Sage von Tanaquil. Eine Untersuchung über den Orientalismus in Rom und Italien. Mohr, Heidelberg 1870 (Digitalisat).
- Antiquarische Briefe vornemlich zur Kenntniss der ältesten Verwandtschaftsbegriffe. 2 Bände, Trübner, Straßburg 1880 und 1886.
- Römische Grablampen nebst einigen andern Grabdenkmälern vorzugsweise eigener Sammlung. Basel 1890.

Posthume Werksammlungen
- Carl Albrecht Bernoulli: Systematische Auswahl aus Bachofens Werken: Urreligion und antike Symbole. 3 Bände. Leipzig 1926.
- Gesammelte Werke. Mit Benutzung des Nachlasses herausgegeben von Karl Meuli und anderen. 10 Bände, Schwabe, Basel 1943–2020.
  - Band I: Antrittsrede. Politische Betrachtungen. Über das Staatsleben des römischen Volkes. Beiträge zur Geschichte der Römer. Politische Aufsätze zur Zeitgeschichte. Herausgegeben von Max Burckhardt, Matthias Gelzer, Gustav Meyer, August Simonius und Peter von der Mühll. 1943.
  - Band II und III: Das Mutterrecht. Herausgegeben von Karl Meuli mit Unterstützung von Harald Fuchs, Gustav Meyer und Karl Schefold. 1948.
  - Band IV: Versuch über die Gräbersymbolik der Alten. Herausgegeben von Ernst Howald. 1954.
  - Band V: Archäologische Schriften. Auf der Grundlage von Vorarbeiten von Thomas Gelzer, Kurt Heilinger, Karl Meuli und Karl Schefold herausgegeben von Andrea Bollinger, Urs Breitenstein und Annemarie Kaufmann-Heinimann. 2020.
  - Band VI: Die Sage von Tanaquil. Mit den zugehörigen Beilagen und verwandten Stücken. Herausgegeben von Emanuel Kienzle. 1951.
  - Band VII: Die Unsterblichkeitslehre der orphischen Theologie. Römische Grablampen. In Verbindung mit José Dörig und Harald Fuchs herausgegeben von Emanuel Kienzle, Karl Meuli und Karl Schefold. 1958.
  - Band VIII: Antiquarische Briefe. Herausgegeben von Johannes Dörmann und Walter Strasser. 1966.
  - Band IX: Reiseberichte, Autobiographie, Varia. Herausgegeben von Andrea Bollinger, Andreas Cesana und Fritz Graf. 2015.
  - Band X: Briefe. Herausgegeben von Fritz Husner. 1967.